# ارمییا
ارمییا (به بلغاری: Eremiya) یک منطقهٔ مسکونی در بلغارستان است که در شهرستان نوستینو واقع شده‌است.